# Boyne Falls
Boyne Falls es una villa ubicada en el condado de Charlevoix en el estado estadounidense de Míchigan. En el Censo de 2010 tenía una población de 294 habitantes y una densidad poblacional de 203,07 personas por km².

## Geografía
Boyne Falls se encuentra ubicada en las coordenadas 45°10′4″N 84°54′43″O / 45.16778, -84.91194. Según la Oficina del Censo de los Estados Unidos, Boyne Falls tiene una superficie total de 1.45 km², de la cual 1.43 km² corresponden a tierra firme y (1.07%) 0.02 km² es agua.

## Demografía
Según el censo de 2010, había 294 personas residiendo en Boyne Falls. La densidad de población era de 203,07 hab./km². De los 294 habitantes, Boyne Falls estaba compuesto por el 95.24% blancos, el 0.68% eran afroamericanos, el 1.02% eran amerindios, el 0.34% eran asiáticos, el 0% eran isleños del Pacífico, el 0% eran de otras razas y el 2.72% pertenecían a dos o más razas. Del total de la población el 0.68% eran hispanos o latinos de cualquier raza.